# 灰岩鹪鹛
灰岩鹪鹛（学名：Gypsophila annamensis）为鶲科鹪鹛属的鸟类。分布于老挝、越南以及中国大陆的云南等地，多见于活动于石灰岩地带。该物种的模式产地在越南南部Phuqui。
灰岩鹪鹛体重约27克，翼长约79.8毫米，嘴峰长约20.7毫米，喙宽度约3.9毫米，喙厚度约5.2毫米，跗蹠长约28.3毫米，尾长约72.4毫米。灰岩鹪鹛在其分布区内为留鸟，食性为杂食性，主要食物来源是陆生无脊椎动物。